# Karel Toman (malíř)
Karel Toman (27. února 1931 Studená, okres Jindřichův Hradec – 2. října 2000 Praha) byl český malíř, grafik a ilustrátor, znalec vojenskohistorické a zejména napoleonské tematiky.

## Život
Dětství prožil Karel Toman ve Vranětíně, kde byl jeho otec velitelem četnické stanice. Maturoval na gymnáziu v Jihlavě a roku 1949 začal studovat na Akademii výtvarných umění v Praze u profesorů Vladimíra Sychry (1956–1962) a Vladimíra Pukla (1896–1970). Akademii ukončil roku 1954 a na sklonku téhož roku se oženil se svou spolužačkou, také grafičkou Emilií Matoškovou. Roku 1956 se stal členem SČUG Hollar.
Při tvorbě volné grafiky se Toman zpočátku věnoval dřevorytu a později především barevné litografii, v níž kreslil scénky z italské commedia dell'arte v duchu ilustrací ke starým kramářským písním. Stal se také skutečným odborníkem v oblasti militarií, o čemž svědčí jeho publikace Vojenské stejnokroje nebo série vojáků armád tří císařů pro muzeum ve Slavkově. O vojenské výzbroji a výstroji publikoval také mnoho článků v různých časopisech. Samostatnou kapitolu jeho tvorby tvoří pohádková témata a také vystřihovánky papírových vojáčků.
Brzy se stal také vyhledávaným knižním ilustrátorem. Na jeho kresbách je patrný vliv Zdeňka Buriana a Gustava Kruma. Vedle klasické literatury a pohádek ilustroval také knihy odborné a historické. Pro časopis Junák vytvořil v letech 1969–1970 obrázkové seriály s vlastním textem Statečný kapitán Korkorán podle románu Alfreda Assollanta a Quentin Durward podle románu Waltra Scotta.
Karel Toman zemřel nečekaně počátkem října roku 2000 při výstupu z letadla na ruzyňském letišti v Praze, když se vracel ze své návštěvy křižáckého hradu Krak des Chevaliers v jižní Sýrii.

## Z knižních ilustrací

### Česká literatura
- František Čečetka: Stopy statečných (1974),
- Bohumír Fiala: Kníže čeká na zbraně (1975),
- František Flos: Lovci orchidejí (1970),
- Vladimír Hulpach: Příběhy ze Shakespeara II. (1997),
- Alois Jirásek: Vojenské povídky (1975),
- Václav Kaplický: Táborská republika (1974),
- Josef Kutík: Bílá vydra (1987),
- Josef Kutík: Bílá vydra v záloze (1983),
- Josef Kutík: Bílá vydra na vlčí stezce (1985),
- Josef Kutík: Bílá vydra u Bobří hráze (1988),
- Josef Kutík: Bílá vydra na hranici lesů (1989),
- Zdeněk Mareš: Už tamboři bubnují (1987),
- Ludvík Souček: Blázni z Hepteridy (1980),
- Donát Šajner: Zpívající digger (1973),
- Kamil Šimon: Osudné setkání (1978),
- Alena Vrbová:  Když kohout dozpíval, (1987),

### Světová literatura
- Alina a Czesław Centkiewiczovi: Tumbo z mysu Dobré naděje (1981),
- Alina a Czesław Centkiewiczovi: Tumbo znovu v nesnázích (1982),
- Géza Gárdonyi: Egerské hvězdy (1959),
- Hans Jakob Christoffel von Grimmelshausen: Simplicius Simplicissimus (1959),
- Charles Lamb: Příběhy ze Shakespeara (1993),
- Arsenij Semjonov: Za sobolem na kraj světa (1983),
- Henryk Sienkiewicz: Pouští a pralesem (1980),
- Robert Louis Stevenson: Poklad na ostrově (1985),
- Alexej Nikolajevič Tolstoj: Petr První (1961),
- Dušan Uhlíř: Bitva tří císařů (1995).